# ساریجالار (ساعتلی)
ساریجالار (به ترکی آذربایجانی: Sarıcalar) یک منطقه مسکونی در جمهوری آذربایجان است که در شهرستان ساعتلی واقع شده‌است. ساریجالار ۲۷۸۰ نفر جمعیت دارد.